# Fénis
Fénis – miejscowość i gmina we Włoszech, w regionie Dolina Aosty.
Według danych na styczeń 2009 gminę zamieszkiwały 1722 osoby przy gęstości zaludnienia 25,2 os./km².
Największą atrakcją miejscowości jest zamek pochodzący z przełomu XIV/XV w. Budowla ta jest o tyle oryginalna, że została rozbudowana na płaskim terenie, pomimo obowiązujących w tamtym okresie zasad projektowania budowli obronnych. Zamek nie znajduje się w stanie ruiny i jest otwarty dla zwiedzających.